# Avtozavodskaja (stanice metra v Moskvě)
Avtozavodskaja (rusky Автозаво́дская) je stanice moskevského metra na Zamoskvorecké (druhé) lince. Svůj název nese podle nedalekého automobilového závodu. Je zde možný bezplatný přestup na několik minut pěší chůze vzdálenou stejnojmennou stanici na Moskevském centrálním okruhu.

## Charakter stanice
Avtozavodskaja se řadí k nejstarším stanicím na lince, ne však přímo k těm nejstarším z prvního úseku, zprovozněného v 30. letech 20. století. Otevřena byla za druhé světové války, 1. ledna 1943, a to ještě pod názvem Zavod imeni Stalina (od 15. července 1968 má současný název). Její výstavba byla zahájena ještě před vypuknutím války a vzhledem k bojům musela být pozastavena; poté, co se fronta posunula na západ mohly být práce obnoveny a stavba dokončena. Přesto se v rámci odstraňování komunistických symbolů na počátku 90. let (1992) ještě uvažovalo o přejmenování stanice na Simonovo, to však neuspělo.
Avtozavodskaja je podzemní, mělce založená (11 m hluboko) hloubená stanice, předchůdce masivně budovaných podobných stanic z 60. a 70. let podle jednotného projektu. Její nástupiště je ostrovní, strop podpírají dvě řady sloupů. Jejich obkladem je oroktojský žlutý mramor; v některých částech stanice byl ale užit i v jiné barvě (šedý) a jiného typu. Na stěnách za nástupištěm jsou kromě těchto mramorových desek umístěny také mozaiky; je jich celkem osm a připomínají Velkou vlasteneckou válku.

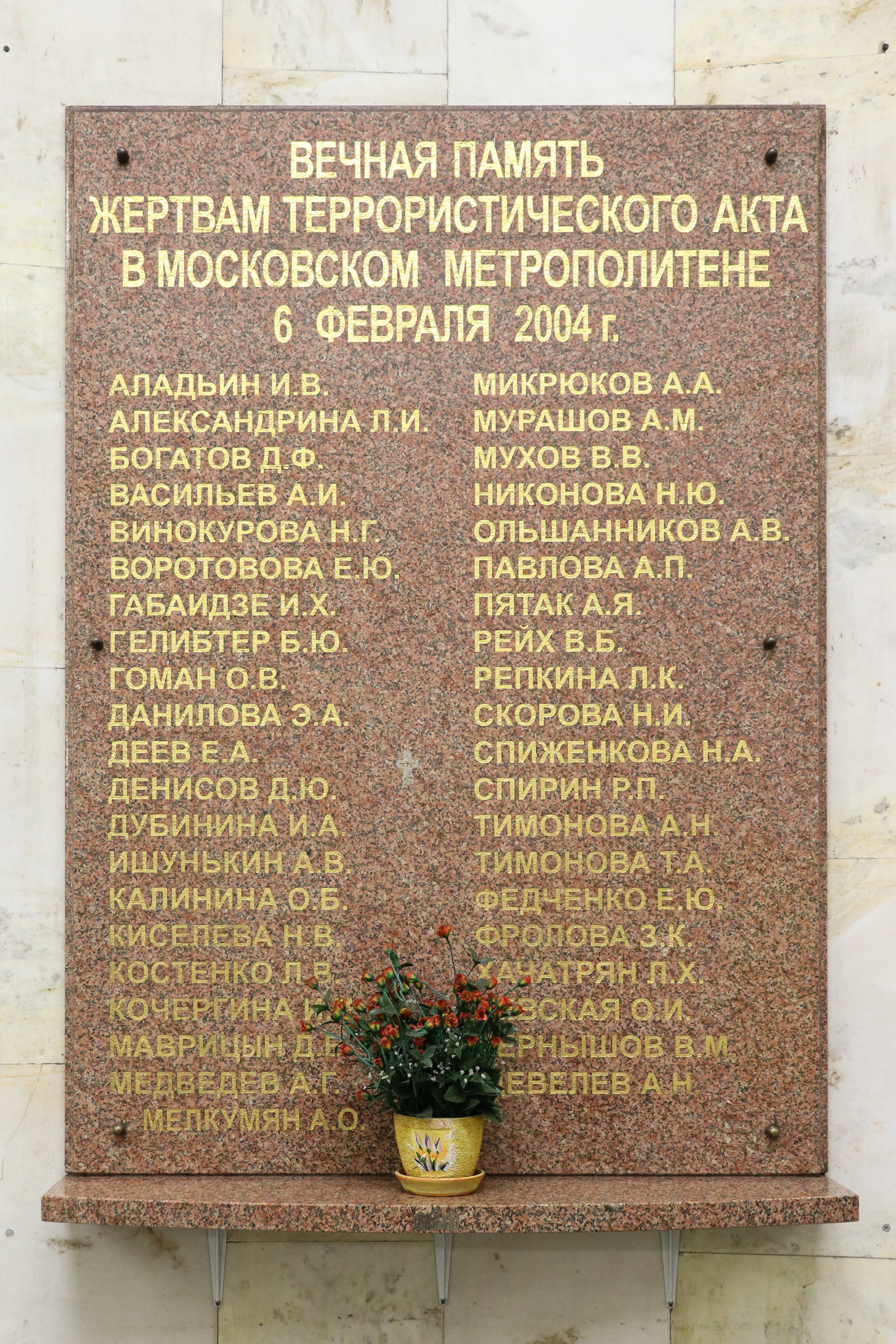
Pamětní deska ve vestibulu

Stanice vešla do povědomí také v roce 2004; tehdy v tunelu směrem do stanice Pavěleckaja explodovala ve vlaku bomba. Při tomto teroristickém útoku zahynulo jednačtyřicet cestujících.